# Myntmärke
Myntmärke kallas den bild eller bokstav som anbringas på ett mynt för att utmärka, vid vilket myntverk det blivit präglat. Sålunda är Stockholms myntmärke S:t Eriks huvud, Köpenhamns ett hjärta, Kongsbergs två i kors lagda hammare, Berlins bokstaven A, Hannovers bokstaven B och så vidare.
Myntmästaren påsatte en detalj i präglingen av mynten (bild eller bokstäver) som angav att myntet var tillverkat enligt föreskriven myntfot.